# Illicziwka Mariupol
ŻFK Illicziwka Mariupol (ukr. ЖФК «Іллічівка» Маріуполь) – ukraiński klub piłki nożnej kobiet, mający siedzibę w mieście Mariupol na wschodzie kraju, działający w latach 1991–2015.

## Historia
Chronologia nazw:
- 1991: ŻFK Azowczanka Mariupol (ukr. ЖФК «Азовчанка» Маріуполь)
- 2004: ŻFK Illicziwka Mariupol (ukr. ЖФК «Іллічівка» Маріуполь)
- 2015: klub rozwiązano

Klub piłkarski ŻFK Azowczanka Mariupol został założony w Mariupolu w 1991 roku. W sezonie 1991 klub zgłosił się do rozgrywek Wtoroj ligi, zajmując 5.miejsce w grupie III. Ale potem klub grał jedynie w turniejach towarzyskich. Dopiero w 2003 klub przystąpił do rozgrywek Wyższej ligi. Debiutowy sezon na najwyższym poziomie zakończył na piątej pozycji w grupie A, jednak potem zrezygnował z dalszych rozgrywek w kolejnych 5.sezonach. W sezonie 2008 z nazwą ŻFK Illicziwka Mariupol ponownie startował w Wyższej lidze. W 2009 i 2010 zespół najpierw zdobył brązowe medale mistrzostw Ukrainy. Po zakończeniu sezonu 2015 klub został zdyskwalifikowany z Wyższej ligi za finansowe manipulacje przez kierownictwo klubu. Następnie został rozwiązany.

## Barwy klubowe, strój, herb, hymn
|  |  |

Klub ma barwy pomarańczowo-granatowe. Piłkarki domowe spotkania zazwyczaj grają w czerwonych koszulkach, granatowych spodenkach oraz granatowych getrach.

## Sukcesy

### Trofea międzynarodowe
Nie uczestniczył w rozgrywkach europejskich (stan na 31-05-2018).

### Trofea krajowe
| \| \| Zdobyte trofea w rozgrywkach Ukrainy (stan na: 31-05-2021) \| |                                                            |      |                        |
| Rozgrywki                                                           | Osiągnięcie                                                | Razy | Sezon(y)               |
| Mistrzostwo                                                         | I miejsce                                                  | 0    |                        |
| Mistrzostwo                                                         | II miejsce                                                 | 0    |                        |
| Mistrzostwo                                                         | III miejsce                                                | 2    | 2009, 2010             |
| Puchar                                                              | zdobywca                                                   | 0    |                        |
| Puchar                                                              | finalista                                                  | 0    |                        |
| Puchar                                                              | półfinalista                                               | 4    | 2009, 2010, 2012, 2013 |
| II liga                                                             | I miejsce                                                  | 0    |                        |
| II liga                                                             | II miejsce                                                 | 0    |                        |
| II liga                                                             | III miejsce                                                | 0    |                        |
| Ukraina                                                             | Zdobyte trofea w rozgrywkach Ukrainy (stan na: 31-05-2021) |      |                        |

## Poszczególne sezony

### Rozgrywki międzynarodowe

#### Europejskie puchary
Nie uczestniczył w rozgrywkach europejskich (stan na 31-05-2021).

### Rozgrywki krajowe
| \| Ukraina \| Bilans występów klubu w rozgrywkach piłkarskich Ukrainy (Stan na 31 maja 2021 r.) \| \| |                                                                                   |        |       |   |   |   |    |    |     |                 |        |        |       |
| Poziom                                                                                                | Rozgrywki                                                                         | Sezony | Mecze | Z | R | P | B+ | B– | Pkt | Lata            | Awanse | Spadki | Naj.  |
| I | Wyszcza liha                                                                      | 8      |       |   |   |   |    |    |     | 2003, 2008–2015 | 0      | 1      | 3     |
| II | Persza liha                                                                       | 0      |       |   |   |   |    |    |     |                 | 0      | 0      |       |
| | Puchar Ukrainy                                                                    | ?      |       |   |   |   |    |    |     |                 | 0      | 0      | 1/2 f |
| Ukraina                                                                                               | Bilans występów klubu w rozgrywkach piłkarskich Ukrainy (Stan na 31 maja 2021 r.) |        |       |   |   |   |    |    |     |                 |        |        |       |

## Piłkarki, trenerzy, prezydenci i właściciele klubu

### Trenerzy
| Lp. | Imię i nazwisko | Okres urzędowania | Okres urzędowania |
| --- | --------------- | ----------------- | ----------------- |
| 1.  | Łeonid Berko    | 201?              | 2015              |

## Struktura klubu

### Stadion
Klub rozgrywał swoje mecze domowe na stadionie Illicziweć w Mariupolu, który może pomieścić 12 680 widzów.